# 清泉寺 (鹿児島市)
清泉寺（せいせんじ）はかつて鹿児島市下福元町に存在した曹洞宗の寺。

## 沿革
古記録によると百済の僧・日羅の建立とされる。実在がはっきりするのは室町時代以降で、川辺（旧・川辺町）の宝福寺の末寺として覚卍和尚により再興される。その後、藩主島津氏の庇護を受けるが、明治2年の廃仏毀釈により廃寺となった。跡地には鎌倉時代に掘られたと思われる磨崖仏など多くの石像が散在している。
また寺名の由来となった銘水の涌く地でもあり、現在も鹿児島名産の焼酎の原料の一つとして使われている。

## 文化財
- 建長3年銘　阿弥陀如来像（磨崖仏）
- 島津忠良供養在家菩薩像
- 金剛力士像

## 島津久章殺害事件
島津久章は島津氏の分家の一つである新城島津家の当主であり18代当主島津家久の婿でもあった。寛永16年（1639年）に藩主に就任したばかりの義兄・島津光久の名代として徳川御三家への使者となったが、帰路、宿泊していた京都から突如失踪し、高野山の島津氏菩提寺「蓮金院」にたどり着いたところを捕縛されて薩摩に護送された。その後川辺宝福寺に幽閉されていたが後に末寺である清泉寺に移された。正保5年（1645年）久章は流刑処分と決まり、藩の護送役人が迎えに来たところで乱闘となり久章以下家臣は全員死亡した。久章の遺骸は清泉寺の境内に葬られ、現在も墓石が残っている。
後の史料では「島津久章が紀州徳川家を訪問した際に籠から降りなかった無礼を島津光久が聞いて逆鱗に触れたため」などと書かれているが、事件の本当の背景には島津義久の晩年から浮上していたお家騒動があったのではとする説が有力である。

## 谷山大観音
この清泉寺跡の比較的近くには、「谷山大観音」と呼ばれている、吹きさらしで建っている金色の観音像が鹿児島市下福元町にあるが、この観音像がある場所は、かつて「妙円寺谷山出張所」と表記されていた入口看板が現在、なぜか廃寺になっているはずの清泉寺の名が称された「清泉寺観音堂」となっており、道路からの入口近くにある寺務所は「清泉寺寺務所」と表記されている。大観音像の下にある納骨堂の建物も現在は「清泉寺大観音堂」と表記されており、納骨堂の横には賽銭箱の置かれた祈祷などを行う建物がある。入口には、商売繁盛、合格祈願、縁結びのために、ここで行われている「ろうそく祈願」なる祈祷、この場所の納骨堂、近場にある摩崖仏史跡の案内が書かれた看板が立てられているが、かつては清泉寺の名が書かれた納骨堂分譲中の旗が立てられていたこともある。
この観音像は日置市の妙円寺によって、妙円寺61代住職・伊藤憲一（）の代に台湾でつくられて船で運ばれ、1990年代初め頃に観音像が先に建立され、後に周囲の建物等が整備された。現在、この妙円寺が管理している。33mある観音像の台座より下は納骨堂の建物になっており、納骨堂の正面には8体の白い仏像が設置され、向かって右側面には、妙円寺により分譲された数々の墓や、大小たくさんの地蔵が並んでいる。